# Lubomír Buchta
Lubomír Buchta, né le 16 mai 1967 à Nové Město na Moravě, est un ancien fondeur tchèque.
Il est le porte drapeau de la République tchèque lors de la cérémonie d'ouverture des Jeux olympiques de 1998

## Palmarès

### Jeux Olympiques
| Épreuve / Édition | Albertville 1992 | Lillehammer 1994 | Nagano 1998 |
| 10 km             |                  | 26e              | 52e         |
| 25 km Poursuite   |                  | 24e              | 50e         |
| 30 km             | 13e              |                  | DNF         |
| 50 km             |                  | 20e              | 13e         |
| 4 × 10 km         | 7e               | 8e               |             |

### Championnats du monde
| Épreuve / Édition | Val di Fiemme 1991 | Falun 1993 | Thunder Bay 1995 | Trondheim 1997 |
| 10 km             | 5e                 | 35e        | 20e              | 27e            |
| 25 km Poursuite   |                    | 34e        | 31e              | 18e            |
| 30 km             | 9e                 | 36e        | 27e              |                |
| 50 km             |                    |            |                  | 21e            |

### Coupe du monde
- Meilleur classement final: 17e en 1992.
- Meilleur résultat: 3e.